# Liste des ministres français chargés de la Famille
Cet article donne la liste des membres du gouvernement français chargés de la Famille.
Il est responsable de la politique familiale, et le plus souvent associé à d'autres portefeuilles, comme la solidarité, l'enfance ou encore le droit des femmes et la lutte contre les discriminations.
Depuis le 23 décembre 2024, Catherine Vautrin est ministre du Travail, de la Santé, des Solidarités et des Familles.

## Historique
Sous la IVe République et dans les premières années de la Cinquième République, la politique familiale relève du ministère de la Santé publique, de la Population ou des Affaires sociales. Par la suite, la Famille constitue rarement un portefeuille en soi et est souvent associé à la Santé ou aux Affaires sociales.
En 1978, Simone Veil est la première ministre à avoir la Famille dans l'intitulé de son ministère au sein du gouvernement Barre III au sein duquel elle est ministre de la Santé et de la Famille.
Au sein des gouvernements de Pierre Mauroy (1981-1984), Georgina Dufoix est secrétaire d'État chargée de la Famille (ainsi que de la Population et des Travailleurs immigrés de 1983 à 1984). Dans les gouvernements de Jacques Chirac, Michel Rocard, Édith Cresson et Pierre Bérégovoy, la Famille relève d'un ministère déléguée ou d'un secrétariat d'État.
De 2000 à 2002, Ségolène Royal est ministre déléguée à la Famille et à l'Enfance dans le gouvernement Lionel Jospin. Sous Jean-Pierre Raffarin et Dominique de Villepin, la Famille relève de nouveau d'un ministère délégué.
Sous les gouvernements de François Fillon, la Famille est rattaché au ministère du Travail avant d'être confiée à une secrétaire d'État auprès du ministère de la Solidarité.
Dans les gouvernements de Jean-Marc Ayrault, Dominique Bertinotti est ministre déléguée à la Famille. Sous Manuel Valls, Laurence Rossignol est secrétaire d'État à la Famille et aux Personnes âgées avant de devenir ministre de la Famille, de l'Enfance et des Droits des femmes. Le ministère est rebaptisé « des Familles, de l'Enfance et des Droits des femmes » en mars 2016 afin de mettre en avant « le caractère pluriel des familles »,.
Dans le gouvernement de Michel Barnier, pour la première fois depuis 2016, le mot « famille » est au singulier, alors que cette dénomination visait à englober les familles nucléaires mais également les familles recomposées, monoparentales, homoparentales, risquant l'invisibilisation de ces dernières comme s'il n'existait qu'un seul modèle de famille,.

## Liste des ministres sous la Cinquième République
| Ministre ou secrétaire d'État            | Intitulé | Ministre de tutelle             | Intitulé du ministre de tutelle                                                                                        | Gouvernement                     | Dates                           |
| Présidence de Charles de Gaulle          | Présidence de Charles de Gaulle                                                                             | Présidence de Charles de Gaulle | Présidence de Charles de Gaulle                                                                                        | Présidence de Charles de Gaulle  | Présidence de Charles de Gaulle |
| ---------------------------------------- | --- | ------------------------------- | --- | -------------------------------- | ------------------------------- |
| Aucun                                    | Aucun | Aucun                           | Aucun | Debré, Pompidou I, II, III et IV | 08/01/1959 11/07/1968           |
| Marie-Madeleine Dienesch                 | Secrétaire d'État aux Affaires sociales                                                                     | Maurice Schumann                | Ministre d'État chargé des Affaires sociales                                                                           | Couve de Murville                | 12/07/1968 20/06/1969           |
| Présidence de Georges Pompidou           | |                                 | |                                  |                                 |
| Aucun                                    | Aucun | Aucun                           | Aucun | Chaban-Delmas                    | 20/06/1969 05/07/1972           |
| Marie-Madeleine Dienesch                 | Secrétaire d'État chargée de l’Action sociale et de la Réadaptation                                         | Jean Foyer                      | Ministre de la Santé publique                                                                                          | Messmer I                        | 06/07/1972 28/03/1973           |
| Marie-Madeleine Dienesch                 | Secrétaire d'État                                                                                           | Michel Poniatowski              | Ministre de la Santé publique et de la Sécurité sociale                                                                | Messmer II et III                | 12/04/1973 27/05/1974           |
| Présidence de Valéry Giscard d'Estaing   | |                                 | |                                  |                                 |
| Aucun                                    | Aucun | Aucun                           | Aucun | Chirac I, Barre I et II          | 27/05/1974 05/05/1978           |
| Daniel Hoeffel                           | Secrétaire d'État chargé de l'aide et de l'action sociale                                                   | Simone Veil                     | Ministre de la Santé et de la Famille                                                                                  | Barre III                        | 06/04/1978 04/07/1979           |
| Monique Pelletier                        | Ministre délégué chargé de la Famille et de la Condition féminine                                           | Raymond Barre                   | Premier ministre | Barre III                        | 18/02/1980 04/03/1981           |
| Alice Saunier-Seïté                      | Ministre délégué chargé de la Famille et de la Condition féminine                                           | Raymond Barre                   | Premier ministre | Barre III                        | 04/03/1981 13/05/1981           |
| Présidence de François Mitterrand        | |                                 | |                                  |                                 |
| Georgina Dufoix                          | Secrétaire d'État chargé de la Famille,                                                                     | Nicole Questiaux                | Ministre d'État, ministre de la Solidarité nationale                                                                   | Mauroy I                         | 22/05/1981 22/06/1981           |
| Georgina Dufoix                          | Secrétaire d'État chargé de la Famille,                                                                     | Nicole Questiaux                | Ministre de la Solidarité nationale                                                                                    | Mauroy II                        | 23/06/1981 29/06/1982           |
| Georgina Dufoix                          | Secrétaire d'État chargé de la Famille,                                                                     | Pierre Bérégovoy                | Ministre des Affaires sociales et de la Solidarité nationale                                                           | Mauroy II                        | 29/06/1982 22/03/1983           |
| Georgina Dufoix (à partir du 24/03/1983) | Secrétaire d'État chargé de la Famille, de la Population et des Travailleurs immigrés                       | Pierre Bérégovoy                | Ministre des Affaires sociales et de la Solidarité nationale                                                           | Mauroy III                       | 22/03/1983 17/07/1984           |
| Aucun                                    | Aucun | Aucun                           | Aucun | Fabius                           | 17/07/1984 22/03/1986           |
| Michèle Barzach (à partir du 25/03/1986) | Ministre délégué chargé de la Santé et de la Famille                                                        | Philippe Séguin                 | Ministre des Affaires sociales et de l'Emploi                                                                          | Chirac II                        | 20/03/1986 10/05/1988           |
| Georgina Dufoix                          | Ministre délégué chargé de la Famille, des Droits de la femme, de la Solidarité et des Rapatriés            | Michel Delebarre                | Ministre des Affaires sociales et de l'Emploi                                                                          | Rocard I                         | 12/05/1988 23/06/1988           |
| Hélène Dorlhac de Borne                  | Secrétaire d'État chargé de la Famille                                                                      | Claude Évin                     | Ministre de la Solidarité, de la Santé et de la Protection sociale, porte-parole du Gouvernement (jusqu'au 14/02/1989) | Rocard II                        | 28/06/1988 02/10/1990           |
| Hélène Dorlhac de Borne                  | Secrétaire d'État à la Famille et aux Personnes âgées                                                       | Claude Évin                     | Ministre des Affaires sociales et de la Solidarité                                                                     | Rocard II                        | 02/10/1990 15/05/1991           |
| Laurent Cathala (à partir du 17/05/1991) | Secrétaire d'État à la Famille et aux Personnes âgées                                                       | Jean-Louis Bianco               | Ministre des Affaires sociales et de l'Intégration                                                                     | Cresson                          | 16/05/1991 22/07/1991           |
| Laurent Cathala (à partir du 17/05/1991) | Secrétaire d’État à la Famille, aux Personnes âgées et aux Rapatriés                                        | Jean-Louis Bianco               | Ministre des Affaires sociales et de l'Intégration                                                                     | Cresson                          | 22/07/1991 02/04/1992           |
| Laurent Cathala (à partir du 04/04/1992) | Secrétaire d’État à la Famille, aux Personnes âgées et aux Rapatriés                                        | René Teulade                    | Ministre des Affaires sociales et de l'Intégration                                                                     | Bérégovoy                        | 02/04/1992 29/03/1993           |
| Aucun                                    | Aucun | Aucun                           | Aucun | Balladur                         | 29/03/1993 16/05/1995           |
| Présidence de Jacques Chirac             | |                                 | |                                  |                                 |
| Aucun                                    | Aucun | Aucun                           | Aucun | Juppé I                          | 17/05/1995 07/11/1997           |
| Hervé Gaymard                            | Secrétaire d'État à la Santé et à la Sécurité sociale auprès du ministre du Travail et des Affaires sociale | Jacques Barrot                  | Ministre du Travail et des Affaires Sociales                                                                           | Juppé II                         | 07/11/1995 02/06/1997           |
| Aucun                                    | Aucun | Aucun                           | Aucun | Jospin                           | 04/06/1997 26/03/2000           |
| Ségolène Royal                           | Ministre délégué à la Famille et à l'Enfance                                                                | Martine Aubry                   | Ministre de l'Emploi et de la Solidarité                                                                               | Jospin                           | 27/03/2000 18/10/2000           |
| Ségolène Royal                           | Ministre délégué à la Famille et à l'Enfance                                                                | Élisabeth Guigou                | Ministre de l'Emploi et de la Solidarité                                                                               | Jospin                           | 18/10/2000 27/03/2001           |
| Ségolène Royal                           | Ministre délégué à la Famille, à l'Enfance et aux Personnes handicapées                                     | Élisabeth Guigou                | Ministre de l'Emploi et de la Solidarité                                                                               | Jospin                           | 27/03/2001 06/05/2002           |
| Aucun                                    | Aucun | Aucun                           | Aucun | Raffarin I                       | 07/05/2002 17/06/2002           |
| Christian Jacob                          | Ministre délégué à la Famille                                                                               | Jean-François Mattei            | Ministre de la Santé, de la Famille et des Personnes handicapées,                                                      | Raffarin II                      | 17/06/2002 30/03/2004           |
| Marie-Josée Roig                         | Ministre de la Famille et de l'Enfance                                                                      | Plein exercice                  | Plein exercice | Raffarin III                     | 31/03/2004 29/11/2004           |
| Aucun                                    | Aucun | Aucun                           | Aucun | Raffarin III                     | 29/11/2004 31/05/2005           |
| Philippe Bas                             | Ministre délégué à la Sécurité sociale, aux Personnes âgées, aux Personnes handicapées et à la Famille      | Xavier Bertrand                 | Ministre de la Santé et des Solidarités                                                                                | De Villepin                      | 02/06/2005 26/03/2007           |
| Présidence de Nicolas Sarkozy            | |                                 | |                                  |                                 |
| Aucun                                    | Aucun | Aucun                           | Aucun | Fillon I                         | 17/05/2007 18/06/2007           |
| Aucun                                    | Aucun | Aucun                           | Aucun | Fillon II                        | 18/06/2007 17/03/2008           |
| Nadine Morano                            | Secrétaire d'État chargée de la Famille                                                                     | Xavier Bertrand                 | Ministre du Travail, des Relations sociales, de la Famille et de la Solidarité                                         | Fillon II                        | 18/03/2008 15/01/2009           |
| Nadine Morano                            | Secrétaire d'État chargée de la Famille                                                                     | Brice Hortefeux                 | Ministre du Travail, des Relations sociales, de la Famille, de la Solidarité et de la Ville                            | Fillon II                        | 15/01/2009 23/06/2009           |
| Nadine Morano                            | Secrétaire d'État chargée de la Famille et de la Solidarité                                                 | Xavier Darcos                   | Ministre du Travail, des Relations sociales, de la Famille, de la Solidarité et de la Ville                            | Fillon II                        | 23/06/2009 22/03/2010           |
| Nadine Morano                            | Secrétaire d'État chargée de la Famille et de la Solidarité                                                 | Éric Woerth                     | Ministre du Travail, de la Solidarité et de la Fonction publique                                                       | Fillon II                        | 22/03/2010 13/11/2010           |
| Claude Greff                             | Secrétaire d'État chargée de la Famille                                                                     | Roselyne Bachelot               | Ministre des Solidarités et de la Cohésion sociale                                                                     | Fillon III                       | 29/06/2011 10/05/2012           |
| Présidence de François Hollande          | |                                 | |                                  |                                 |
| Dominique Bertinotti                     | Ministre déléguée chargée de la Famille                                                                     | Marisol Touraine                | Ministre des Affaires sociales et de la Santé                                                                          | Ayrault I et II                  | 16/05/2012 31/03/2014           |
| Laurence Rossignol                       | Secrétaire d'État chargée de la Famille, des Personnes âgées et de l'Autonomie                              | Marisol Touraine                | Ministre des Affaires sociales et de la Santé                                                                          | Valls I                          | 02/04/2014 25/08/2014           |
| Laurence Rossignol                       | Secrétaire d'État chargée de la Famille, des Personnes âgées et de l'Autonomie                              | Marisol Touraine                | Ministre des Affaires sociales, de la Santé et des Droits des femmes                                                   | Valls II                         | 26/08/2014 17/06/2015           |
| Laurence Rossignol                       | Secrétaire d'État chargée de la Famille, de l'Enfance, des Personnes âgées et de l'Autonomie                | Marisol Touraine                | Ministre des Affaires sociales, de la Santé et des Droits des femmes                                                   | Valls II                         | 17/06/2015 11/02/2016           |
| Laurence Rossignol                       | Ministre des Familles, de l'Enfance et des Droits des femmes                                                | Plein exercice                  | Plein exercice | Valls II                         | 11/02/2016 06/12/2016           |
| Laurence Rossignol                       | Ministre des Familles, de l'Enfance et des Droits des femmes                                                | Plein exercice                  | Plein exercice | Cazeneuve                        | 06/12/2016 14/05/2017           |
| Présidence d'Emmanuel Macron             | |                                 | |                                  |                                 |
| Agnès Buzyn                              | Ministre des Solidarités et de la Santé,                                                                    | Plein exercice                  | Plein exercice | Philippe I                       | 17/05/2017 21/06/2017           |
| Agnès Buzyn                              | Ministre des Solidarités et de la Santé,                                                                    | Plein exercice                  | Plein exercice | Philippe 2                       | 21/06/2017 16/02/2020           |
| Olivier Véran                            | Ministre des Solidarités et de la Santé,                                                                    | Plein exercice                  | Plein exercice | Philippe 2                       | 16/02/2020 26/07/2020           |
| Olivier Véran                            | Ministre des Solidarités et de la Santé,                                                                    | Plein exercice                  | Plein exercice | Castex                           | 26/07/2020 20/05/2022           |
| Damien Abad                              | Ministre des Solidarités, de l'Autonomie et des Personnes handicapées                                       | Plein exercice                  | Plein exercice | Borne                            | 20/05/2022 04/07/2022           |
| Jean-Christophe Combe                    | Ministre des Solidarités, de l'Autonomie et des Personnes handicapées                                       | Plein exercice                  | Plein exercice | Borne                            | 04/07/2022 20/07/2023           |
| Aurore Bergé                             | Ministre des Solidarités et des Familles                                                                    | Plein exercice                  | Plein exercice | Borne                            | 20/07/2023 08/01/2024           |
| Sarah El Haïry                           | Ministre déléguée chargée de l’Enfance, de la Jeunesse et des Familles                                      | Catherine Vautrin               | Ministre du Travail, de la Santé et des Solidarités                                                                    | Attal                            | 08/01/2024 21/09/2024           |
| Agnès Canayer                            | Ministre déléguée chargée de la Famille et de la Petite enfance                                             | Paul Christophe                 | Ministre des Solidarités, de l’Autonomie et de l’Égalité entre les femmes et les hommes                                | Barnier                          | 21/09/2024 23/12/2024           |
| Catherine Vautrin                        | Ministre du Travail, de la Santé, des Solidarités et des Familles                                           | Plein exercice                  | Plein exercice | Bayrou                           | 23/12/2024 en cours             |

## Lois notables
- Loi du 13 juillet 1965 de réforme des régimes matrimoniaux
- Loi du 11 juillet 1966 portant réforme de l'adoption
- Création de la branche famille par l’ordonnance du 21 août 1967 relative à l’organisation administrative de la sécurité sociale
- Loi Neuwirth du 31 décembre 1967 qui établit le droit à la contraception
- Loi du 4 juillet 1970 qui substitue l’autorité parentale conjointe à la notion de « chef de famille »
- Loi Veil du 17 janvier 1975 qui légalise l’interruption volontaire de grossesse (IVG)
- Loi du 11 juillet 1975 sur le divorce qui réinstaure le divorce par consentement mutuel, institue le divorce pour rupture de vie commune et créé les juges aux affaires matrimoniales.
- Loi du 13 juillet 1975 relatives aux régimes matrimoniaux
- Création par décret du 16 juillet 1975 du Conseil Supérieur de l’Adoption
- 21 novembre 1981 : Annonce à l’Assemblée Générale de l’UNAF de la future conférence de la famille
- 1982 : Première conférence de la Famille
- 4 juillet 1985 : Création de l’Allocation Parentale d’Éducation (APE) et de l’Allocation Pour Jeune Enfant (APJE)
- 29 décembre 1986 : Loi famille
- 22 juillet 1987 : Loi Malhuret qui étend l’exercice de l’autorité parentale par les deux parents aux couples non mariés et divorcés
- 12-13 novembre 1987 : États Généraux de la Sécurité Sociale consacrés le 12 à la politique familiale
- 1er décembre 1988 : Promulgation de la loi instaurant le RMI
- 20 novembre 1989 : Adoption de la Convention Internationale des Droits de l’Enfant
- 31 juillet 1991 : alignement des régimes d’allocations familiales dans les DOM sur la Métropole
- 8 janvier 1993 : Principe Général de la coparentalité consacré. Création des juges aux affaires familiales
- Mai 1995 : adoption de la Convention de la Haye sur la protection des enfants et la coopération en matière d’adoption internationale
- 25 juillet 1994 : loi famille
- 25 juillet 1994 : promulgation de la loi qui garantit le maintien du niveau des ressources à la branche famille
- Octobre 1995 : rapport Codaccioni sur la politique familiale
- 6 février 1996 : Rapport Gisserot
- 24 avril 1996 :  Ordonnance instaurant les conventions d’objectifs et de gestion CNAF-État
- 6 mai 1996 : Nouvelle conférence annuelle de la Famille
- 5 juillet 1996 : Loi relative à l’adoption

### Décrets
Décrets relatifs à la composition du gouvernement ou aux attributions du ministre, parus au Journal officiel de la République française (JORF), sur Légifrance :
1. ↑  Décret no 68-693 du 31 juillet 1968 relatif aux attributions du secrétaire d'État aux affaires sociales..
Elle est notamment chargée des professions paramédicales et sociales, de la protection maternelle et infantile, de la santé scolaire, de l'enfance inadaptée, des infirmes adultes et de la famille.
2. ↑  Décret no 72-712 du 1 août 1972 relatif aux attributions du secrétaire d'État auprès du ministre de la santé publique, chargée de l'action sociale et de la réadaptation : chargée « des questions concernant l'aide et l'action sociale en faveur de la famille et de l’enfance, des personnes âgées et des handicapés physiques et mentaux ».
3. ↑  Décret no 73-457 du 3 mai 1973 relatif aux attributions du secrétaire d'État auprès du ministre de la santé publique et de la sécurité sociale..
Décret no 74-245 du 15 mars 1974 relatif aux attributions du secrétaire d'État auprès du ministre de la santé publique et de la sécurité sociale..
Elle est notamment chargée de la famille, de l'enfance, des personnes âgées, des handicapés et des inadaptés, des professions para-médicales et sociales, de la profession de sage-femme, de la protection maternelle et infantile et de l'éducation sanitaire et sociale.
4. ↑  Décret no 78-548 du 24 avril 1978 relatif aux attributions du secrétaire d'État auprès du ministre de la santé et de la famille..
5. ↑  Décret no 80-149 du 18 février 1980 relatif aux attributions du ministre délégué auprès du premier ministre, chargé de la Famille et de la Condition Féminine
6. ↑  Décret no 81-645 du 5 juin 1981 relatif aux attributions du secrétaire d’État auprès du ministre d’État chargé de la Solidarité nationale, chargé de la Famille
7. ↑  Décret no 81-686 du 2 juillet 1981 relatif aux attributions du secrétaire d’État auprès du ministre d’État chargé de la Solidarité nationale, chargé de la Famille
8. ↑  Décret no 83-312 du 19 avril 1983 relatif aux attributions du secrétaire d’État auprès du ministre des Affaires sociales et de la Solidarité nationale, chargé de la Famille, de la Population et des Travailleurs immigrés
9. ↑  Décret no 86-698 du 4 avril 1986 relatif aux attributions du ministre délégué auprès du ministre des Affaires sociales et de l’Emploi, chargé de la Santé et de la Famille
10. ↑  Décret no 88-750 du 11 août 1988 relatif aux attributions du ministre délégué auprès du ministre des Affaires sociales et de l’Emploi, chargé de la famille, des Droits des femmes, de la Solidarité et des Rapatriés
11. ↑  Décret no 88-867 du 11 août 1988 relatif aux attributions du secrétaire d’État auprès du ministre de la Solidarité, de la Santé et de la Protection sociale, chargé de la Famille
12. ↑  Décret no 90-1031 du 19 novembre 1990 relatif aux attributions du secrétaire d'Etat à la famille et aux personnes âgées
13. ↑  Décret no 91-611 du 28 juin 1991 relatif aux attributions du secrétaire d'Etat à la famille et aux personnes âgées
14. ↑  Décret no 92-431 du 12 mai 1992 relatif aux attributions du secrétaire d'Etat à la famille, aux personnes âgées et aux rapatriés
15. ↑  Décret no 95-1246 du 28 novembre 1995 relatif aux attributions du secrétaire d'Etat à la santé et à la sécurité sociale : « les questions relatives à la santé publique, la sécurité sociale, la famille et les personnes handicapées ».
16. ↑  Décret no 2000-309 du 7 avril 2000 relatif aux attributions déléguées à la ministre déléguée à la famille et à l'enfance.
17. ↑  Décret no 97-706 du 11 juin 1997 relatif aux attributions du ministre de l'emploi et de la solidarité : Il est également compétent en matière de famille et d'enfance
18. ↑  Décret no 2001-358 du 25 avril 2001 relatif aux attributions déléguées à la ministre déléguée à la famille, à l'enfance et aux personnes handicapées.
19. ↑  Décret no 2002-988 du 12 juillet 2002 relatif aux attributions déléguées au ministre délégué à la famille.
20. ↑  Décret no 2002-896 du 15 mai 2002 relatif aux attributions du ministre de la santé, de la famille et des personnes handicapées.
21. ↑  Décret no 2002-986 du 12 juillet 2002 relatif aux attributions du ministre de la santé, de la famille et des personnes handicapées.
22. ↑  Décret no 2004-322 du 8 avril 2004 relatif aux attributions du ministre de la famille et de l'enfance.
23. ↑  Décret no 2005-710 du 27 juin 2005 relatif aux attributions déléguées au ministre délégué à la sécurité sociale, aux personnes âgées, aux personnes handicapées et à la famille.
24. ↑  Décret no 2008-304 du 2 avril 2008 relatif aux attributions déléguées à la secrétaire d'Etat chargée de la famille.
25. 1 2  Décret no 2007-1000 du 31 mai 2007 relatif aux attributions du ministre du travail, des relations sociales et de la solidarité, modifié le 20 février 2009 : décret relatif aux attributions du ministre du travail, des relations sociales, de la famille, de la solidarité et de la ville.
26. ↑  Décret no 2009-878 du 20 juillet 2009 relatif aux attributions déléguées à la secrétaire d'Etat chargée de la famille et de la solidarité.
27. ↑  Décret no 2011-837 du 13 juillet 2011 relatif aux attributions déléguées à la secrétaire d'Etat auprès de la ministre des solidarités et de la cohésion sociale, chargée de la famille.
28. ↑  Décret no 2012-801 du 9 juin 2012 relatif aux attributions de la ministre déléguée auprès de la ministre des affaires sociales et de la santé, chargée de la famille.
29. ↑  Décret no 2014-436 du 29 avril 2014 relatif aux attributions déléguées à la secrétaire d'Etat chargée de la famille, des personnes âgées et de l'autonomie.
30. ↑  Décret no 2016-257 du 3 mars 2016 relatif aux attributions du ministre des familles, de l'enfance et des droits des femmes.
31. ↑  Décret no 2017-1076 du 24 mai 2017 relatif aux attributions du ministre des solidarités et de la santé : « Il prépare et met en œuvre la politique du Gouvernement relative à la famille, à l'enfance, aux personnes âgées et à la dépendance »
32. ↑  Décret no 2020-134 du 19 février 2020 relatif aux attributions du ministre des solidarités et de la santé : « Il prépare et met en œuvre la politique du Gouvernement relative à la famille, à l'enfance, aux personnes âgées et à la perte d'autonomie »
33. ↑  Décret no 2022-837 du 1er juin 2022 relatif aux attributions du ministre des solidarités, de l'autonomie et des personnes handicapées : « Il prépare et met en œuvre la politique du Gouvernement relative à la famille, à la petite enfance, aux personnes âgées et à la perte d'autonomie »
34. ↑  Décret du 23 décembre 2024 relatif à la composition du Gouvernement.

### Autres sources
1. ↑  « Ministère des Familles : « Le Président a pris une belle décision » en changeant le nom de ce ministère (Laurence Rossignol/ministre) », sur France Info (consulté le 6 mars 2016)
2. ↑  Eléanor Douet, « François Hollande rebaptise le ministère de la Famille en "ministère des familles" et s'attire les foudres de la Manif pour Tous », sur RTL, 4 mars 2016 (consulté le 26 septembre 2024)
3. ↑  « Famille, sécurité du quotidien... Les nouveaux intitulés très politiques des ministères du gouvernement Barnier », sur BFM TV (consulté le 26 septembre 2024)
4. ↑  « "Ministère de la Famille et de la Petite enfance" : un nouveau nom pour ce portefeuille, qui inquiète à plusieurs titres », sur Marie Claire, 23 septembre 2024 (consulté le 26 septembre 2024)
5. ↑  Rose Amélie Becel, « Ministère de la Famille et de la Petite enfance : un portefeuille au nom controversé pour la sénatrice Agnès Canayer », sur Public Sénat, 22 septembre 2024 (consulté le 26 septembre 2024)